# Ōkami Kodomo no Ame to Yuki
Ōkami Kodomo no Ame to Yuki (おおかみこどもの雨と雪 lit. "Los niños lobo Ame y Yuki"?)  es una película de animación dirigida por Mamoru Hosoda, coescrita por el mismo Hosoda junto a Satoko Okudera y con diseño de personajes de Yoshiyuki Sadamoto. Fue producida por Studio Chizu y Madhouse. Narra la historia de Hana, una chica de 19 años de edad que tras enamorarse de un hombre lobo termina teniendo dos hijos con él, Yuki y Ame. La película desarrolla la vida de Hana y los niños tras la repentina muerte de su padre.
En España fue estrenada en Canal Plus Xtra el 31 de julio de 2013 y fue distribuida en DVD y Blu-ray por Selecta Visión el 30 de octubre del mismo año.
En Latinoamérica su estreno en televisión fue por HBO FAMILY el 20 de diciembre de 2013, mientras que el estreno en DVD y Blu-ray corrió a cargo de Zima Entertainment el 12 de septiembre de 2014.

## Argumento
La historia es relatada en retrospectiva por una mujer llamada Yuki, iniciando en los años como universitaria de su madre, Hana. En Tokio, Japón, la estudiante universitaria Hana se enamora de un solitario joven que todos los días finge ser un estudiante de su salón para asistir a clases a pesar de no estar inscrito en la universidad, pronto ambos se hacen amigos y poco después pareja, tras esto el muchacho revela que es un hombre lobo, el último de la especie japonesa. A pesar de ello el amor de Hana por su novio prevalece y abandonando sus estudios se van a vivir juntos y tienen dos hijos que han heredado las habilidades de su padre: una hija, Yuki (quien relata la historia), y un año más tarde un hijo, Ame. Poco después del segundo parto de Hana, su padre muere en un accidente mientras, dominado por sus instintos caninos, intentaba cazar comida para los niños.
La vida de Hana como madre soltera es difícil; Yuki y Ame cambian constantemente entre sus formas humana y lobo, y Hana tiene que esconderlos del mundo, especialmente a Yuki, quien se muestra como una niña sociable pero desordenada y traviesa que disfruta mucho sus transformaciones y por lo tanto mete en problemas a su madre a diario a diferencia de Ame, quien es un niño tímido y amable al punto que se le dificulta enormemente socializar. Cuando Hana es visitada por trabajadores sociales preocupados de que los niños no hayan recibido vacunas, Hana se lleva a la familia al campo, lejos de vecinos curiosos. Allí trabaja arduamente para reparar una casa destartalada y mantener a la familia por medio de sus propios cultivos. Pronto se gana la simpatía de los lugareños, quienes la ayudan a adaptarse a la vida en esa región volviéndose así parte de la comunidad.
Un día de invierno, Ame casi se ahoga en un río después de tratar de cazar un alcedino, pero Yuki lo rescata y Ame se vuelve más seguro. Yuki le ruega a su madre que la deje ir a la escuela como otros niños y Hana acepta con la condición de que Yuki mantenga en secreto su naturaleza de lobo. Aunque los compañeros de Yuki la encuentran extraña al principio, pronto hace amigos gracias a su personalidad extrovertida y su gusto por ser el centro de atención. Por otra parte, su hermano Ame cada vez pone menos interés en ir al colegio, comenzando a escaparse para ir al bosque junto al pueblo.
En cuarto grado, la clase de Yuki recibe un estudiante transferido, Souhei, quien siente que hay algo extraño en ella ya que percibe a su alrededor un tenue aroma muy similar al que despide su perro. Intrigado por esto comienza a acosarla exigiendo que le explique por qué sucede esto, cosa que Yuki intenta evitar, sin embargo el muchacho se porta implacable llegando a acorralarla y presionarla hasta acabar en un forcejeo físico donde ella instintivamente saca sus garras y araña el rostro del niño, lo que lleva a una reunión con sus padres y maestros. Souhei insiste en que Yuki se convirtió en un monstruo y lo atacó perdiendo credibilidad, aunado a que todos lo vieron hostigar a la niña acaba absolviendo a Yuki de toda culpa y sospecha. Aun así, aterrada ante la idea de ser descubierta o de perder el aprecio de los demás, Yuki comienza a ver su naturaleza de lobo como algo desagradable de lo cual reniega y debe avergonzarse.
Ya en la adolescencia, Yuki comienza a conversar por primera vez con Souhei desde que lo lastima, ella reconoce lamentar haberle hecho una cicatriz de por vida en la oreja mientras que él reconoce que fue su culpa por abrumarla y pronto entre ambos nace un gran aprecio. Paralelamente Ame revela a su madre que su búsqueda por comprender su naturaleza animal lo ha llevado a conocer a un viejo zorro que es el amo del bosque y que le ha aceptado como su aprendiz, enseñándole a cazar y vivir como un animal salvaje, cosa que lo apasiona como nada lo ha logrado en su existencia humana. Un día, Yuki y Ame discuten su desacuerdo sobre su naturaleza humana o de lobo, a la niña le desagrada que su hermano disfrute ser un lobo y le exige que lo esconda ya que le avergüenza el qué dirán si saben que su hermano es un lobo, cuando este se niega se transforma para obligarlo por la fuerza confiada en la superioridad física que siempre ha tenido sobre él, pero Ame resulta ahora ser mucho más fuerte y hábil por lo que acaba muy golpeada y derrotada.
A los pocos días, mientras Yuki está en la escuela, se produce una tormenta. Ame revela a su madre que su maestro zorro está herido y no le queda mucho tiempo, por lo que abandonará completamente su existencia humana para vivir como un lobo y ser el próximo maestro del bosque; Hana se opone y se lo prohíbe, pero el muchacho se despide y se marcha ante lo cual su madre va tras él. En la escuela los niños son recogidos por sus padres, dejando a Yuki y Souhei solos y pudiendo conversar. Yuki le muestra a Souhei que puede transformarse en lobo; quien a su vez le confiesa que lo sabía, que estuvo manteniendo su secreto y que promete mantenerlo.
Cuando Hana busca a Ame en el bosque, se resbala y cae inconsciente, en sus sueños se encuentra con su esposo a quien pide perdón por ser ignorante respecto a la vida de los hombres lobo y no haber podido criar a sus hijos de una buena manera, sin embargo este le dice que está orgulloso de lo que ha logrado, convirtiendo a ambos niños en individuos seguros y que han escogido por sí mismos su camino en la vida. Ame la encuentra y la lleva a un lugar seguro. Ella se despierta y ve a Ame transformarse de forma completa como nunca antes en un lobo adulto y correr hacia las montañas. Se da cuenta de que ha encontrado su propio camino y acepta su despedida.
Un año después, Yuki deja su casa para mudarse a un dormitorio en la escuela secundaria. Los aullidos de lobo de Ame se oyen por todas partes en el bosque. Hana, viviendo sola en la casa, refleja que criar a sus hijos lobo era como un cuento de hadas y se siente orgullosa de haberlos criado bien.

## Reparto
| Personaje      | Seiyū                          | Actores de voz  | Actores de voz                             |
| -------------- | ------------------------------ | --------------- | ------------------------------------------ |
| Hana           | Aoi Miyazaki                   | Marta Barbará   | Adriana Casas                              |
| Yuki           | Haru Kuroki Momoka Oono (niña) | Carmen Ambrós   | Michelle Medina TBA (niña)                 |
| Ame            | Yukito Nishii Amon Kabe (niño) | Ariadna Jiménez | Carlos del Carmén Viridiana Algarra (niño) |
| Hombre Lobo    | Takao Osawa                    | Ángel de Gracia | Ismael Verástegui                          |
| Sōhei Fujii    | Takuma Hiraoka                 | Cesc Martínez   | Eleazar Muñoz                              |
| Madre de Sōhei | Megumi Hayashibara             | Ana Valeiras    | TBA                                        |

## Otros medios

### Manga
Un manga de 3 tomos inspirado en la película se publicó en Japón por la editorial Kadokawa Shoten. En España ha sido publicado en el 2017 por la editorial Planeta Cómic. En México ha sido publicado por la Editorial Panini en 2018.

## Premios
- 2012: MAINICHI FilmAWARDS: mejor película de animación.
- 2012: Festival de Oslo: mejor película de animación.
- 2012: Premios de la Academia Japonesa: mejor película de animación.
- 2012: Festival de Sitges: mejor película de animación.